# Оакли, Барбара
Барбара Энн Оакли (англ. Barbara Ann Oakley), урождённая Грим (англ. Barbara Ann Grim); род. 24 ноября 1955, Лодай, округ Сан-Хоакин, штат Калифорния, США) — американский учёный, переводчик, профессор инженерного дела в Оклендском университете. Участвует в различных областях исследований, начиная от STEM-обучения и заканчивая инженерным образованием и практикой обучения.

## Биография
Родилась в городе Лодай (Калифорния) в 1955 году в семье Альфреда и Констанс Грим. Отец Барбары служил в ВВС США в качестве пилота бомбардировщика во время Второй мировой войны. После войны Альфред стал ветеринаром, а затем получил степень магистра в области пищевых технологий в Массачусетском технологическом институте. Затем он возглавил программу ВВС по разработке продуктов питания для космонавтов. Оакли часто переезжала со своей семьей в детстве, успев поменять десять разных мест жительства к тому времени, когда она была в десятом классе.
После окончания школы Оакли поступила на службу в армию США, которая отправила её учиться в Вашингтонский университет, где Барбара получила степень бакалавра искусств по славянским языкам и литературе. Получив диплом, Оакли четыре года служила офицером связи в Германии, получив звание капитана.
Отслужив в армии, Оакли решила бросить вызов себе и посмотреть, можно ли «переоснастить» её мозг, более привыкший к изучению языков, для изучения математических предметов. Она решила учиться на инженера, чтобы лучше понять оборудование связи, с которым работала в армии. В 1986 году Оакли получила степень бакалавра в области электротехники в Вашингтонском университете.
Во время учёбы Оакли работала переводчиком русского языка на советских траулерах в Беринговом море, написав позднее книгу о своём опыте в это время под названием Hair of the dog: tales from aboard a Russian trawler. Также Оакли работала радистом на полярной станции в Антарктиде. Именно здесь она встретила своего будущего мужа Филиппа. Вскоре после этого они поженились 1 февраля 1984 года. У них четверо детей; две дочери и два приёмных сына, которые ранее были беженцами из Косово.
В 1989 году Оакли переехала со своей семьей в Детройт. Некоторое время она работала в компании Ford, а затем начала посещать Оклендский университет, занимаясь консультационной работой. Она получила степень магистра в области электротехники и вычислительной техники в 1995 году. После этого Оакли продолжила свое образование и получила степень доктора философии в системной инженерии в 1998 году.
После окончания университета служила в армии США переводчиком c русского языка.

## Работа и исследования
Оакли стала профессором инженерного дела в Оклендском университете в 1998 году, после получения степени доктора технических наук. Она продолжает работать в отделе промышленного и системного проектирования в Окленде. 
Профессор Оакли участвует в нескольких областях исследований. К ним относятся STEM-образование, инженерное образование, общее обучение, онлайн-обучение, MOOC и их эффекты, а также исследования эмпатии и альтруизма. 
Оакли является соавтором (вместе с профессором Терри Сейновски, нейробиологом) и преподает « Как учиться: мощные умственные инструменты, помогающие освоить сложные предметы», MOOC предлагается на Coursera. Курс прошел первые три пробега в августе и октябре 2014 года и январе 2015 года, соответственно, когда он привлек примерно 300 000 студентов. Теперь он доступен в формате по запросу. Всего по состоянию на декабрь 2015 года обучалось около 1,2 миллиона студентов. 

## Публикации
Соавтор и преподаватель самого популярного в мире в 2015 году онлайн-курса «Учитесь учиться: Мощные мыслительные техники, которые помогут вам освоить сложный материал», доступного на Coursera.
Автор книги A Mind For Numbers: How to Excel at Math and Science (Even If You Flunked Algebra). В России была издана под названием «Думай как математик. Как решать любые проблемы быстрее и эффективнее».
The Wall Street Journal опубликовал её статью  под названием «Как мы должны учить математике»..
Среди её опубликованных работ:
- Обучение Как учиться: Как добиться успеха в школе, не тратя все свое время на обучение; Руководство для детей и подростков, Барбара Оакли и Терри Сейновски, с Алистером МакКонвиллом, Тарчер-Пингвин, август 2018 года.
- Разум для чисел, Барбара Оакли, Тарчер-Пингвин, июль 2014. Популярная научная книга New York Times. [5]
- Практика устойчивого развития, под редакцией Гурупрасада Мадхавана, Барбары Оакли, Дэвида Грина, Дэвида Куна и Пенни Лоу. Springer, октябрь 2012 г. Отобран на премию Серебряная книга Наутилус 2013. [10]
- Патологический альтруизм Эдс Барбара Оакли, Ариэль Кнафо, Гурупрасад Мадхаван, Дэвид Слоан Уилсон, издательство Оксфордского университета, январь 2012 г. [11]
- Хладнокровная доброта, Барбара Оакли, Книги Прометея, апрель 2011 г.[12]
- Развитие карьеры в биоинженерии и биотехнологии, ред. Гурупрасад Мадхаван, Барбара Оакли, Луис Кун, Спрингер, 2008. [13]
- Злые гены: почему Рим упал, Гитлер возвысился, Энрон потерпели неудачу, и моя сестра украла парня моей матери, Барбара Оакли, Книги Прометея. Октябрь 2007.[14]
- Волосы собаки: рассказы с борта русского траулера, Барбара Оакли, WSU Press, 1996.[2]
- Барбара Оакли. Mindshift. Новая жизнь, профессия и карьера в любом возрасте. — Питер, 2020. — 370 с. — (Сам себе психолог (Питер)). — ISBN 978-5-4461-1294-4.